# Saverio Ruperto
Saverio Ruperto (Roma, 10 settembre 1962) è un giurista italiano, dal 2011 al 28 aprile 2013 sottosegretario all'Interno del Governo Monti.

## Biografia
Dal 2001 al 2003 è stato professore associato di diritto privato all'Università degli Studi di Teramo. 
Successivamente è diventato professore ordinario alla Sapienza – Università di Roma. 
Dal 2006 è docente di diritto civile alla Scuola di specializzazione per le professioni legali della stessa università.
Il 28 novembre 2011 è stato nominato sottosegretario all'Interno del Governo Monti.
Il mandato termina il 28 aprile 2013, con la fine del Governo Monti e l'insediamento del Governo Letta.